# Trichlorisocyanursäure
Trichlorisocyanursäure (1,3,5-Trichlor-1,3,5-triazin-2,4,6-trion) ist eine chemische Verbindung, die farblose, feuchtigkeitsempfindliche Kristalle bildet.

## Herstellung
Trichlorisocyanursäure wird durch Chlorierung von Cyanursäure bzw. Isocyanursäure hergestellt.

## Eigenschaften
Trichlorisocyanursäure bildet mit Wasser Hypochlorige Säure. Diese zerfällt unter Disproportionierung zu Chlorsäure und Salzsäure.

## Verwendung
Trichlorisocyanursäure wird vor allem zur Langzeitchlorung des Wassers in Swimmingpools verwendet. Dazu dienen massive, bis zu 250 g schwere Tabletten. Durch die geringe Löslichkeit wird der Wirkstoff nur langsam freigesetzt, was die Langzeitwirkung ermöglicht. 

Zur Stoßchlorung werden ähnliche, aber leicht lösliche und feinkörnige Substanzen verwendet.
Problematisch ist dabei die Anreicherung der Cyanursäure im Wasser, da dadurch die Wirksamkeit des Chlors vermindert wird. Bei höheren Konzentrationen der Cyanursäure im Badewasser (ab etwa 40 mg/l) muss die Dosierung von chlorbasierten Desinfektionsmitteln daher erhöht werden, um gleichbleibende Keimtötung zu erzielen.
Im Labor kann Trichlorisocyanursäure durch Zutropfen von verdünnter Salzsäure zur Darstellung von elementarem Chlor eingesetzt werden:
{\displaystyle \mathrm {(OCN{\text{-}}Cl)_{3}+3HCl\to 3Cl_{2}+(OCN{\text{-}}H)_{3}} }
N-Chlorisocyanat kann durch Thermolyse aus Trichlorisocyanursäure gewonnen werden.

## Nachweis
Trichlorisocyanursäure lässt sich aufgrund ihrer oxidierenden Eigenschaften leicht nachweisen und z. B. iodometrisch bestimmen. Dazu wird eine in Wasser gelöste Probe mit Kaliumiodid versetzt und das sofort gebildete Iod mit Natriumthiosulfatlösung und Stärke als Indikator titriert.